# Thomas Krüger
Thomas Krüger (né le 20 juin 1959 à Buttstädt) est un homme politique allemand, membre du Parti social-démocrate (SPD). Il est depuis juin 2000, le président de l'Agence fédérale pour l'éducation civique (Bundeszentrale für politische Bildung), et aussi depuis 1995 président de la Deutsches Kinderhilfswerk (de).

## Biographie

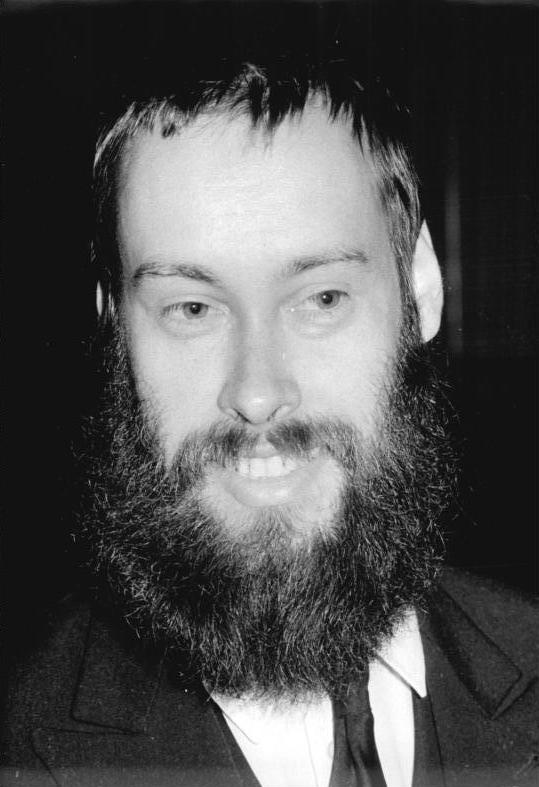
Thomas Krüger en 1990

Thomas Krüger est né dans la ville thuringeoise de Buttstädt, alors en République démocratique allemande. Après une formation en plasturgie à Fürstenwalde, il étudie la théologie protestante en 1981 et travaille à Berlin et Eisenach en tant que vicaire.
Il s'engage dans l'opposition religieuse et est un membre fondateur du SPD en RDA, président de la section de Berlin-Est. En mars 1990, il est élu à la Chambre du peuple puis il est membre, en charge de l'Intérieur, du dernier conseil municipal de Berlin-Est dirigé par le bourgmestre Tino Schwierzina. En janvier 1991, il succède à ce dernier comme bourgmestre par intérim de Berlin-Est. De 1991 à 1994, il est l'adjoint du maire de Berlin Eberhard Diepgen pour la famille et la jeunesse et met en place un service volontaire de soutien scolaire. De 1994 à 1998, il est membre du Bundestag. Son affiche de campagne le représente nu avec le slogan « une âme honnête », ce qui provoque un scandale. En 1997, il se marie selon le bahaïsme. En 1998, il ne se représente pas, il prend un congé parental après la naissance de son premier enfant. En 2008, il suscite la polémique de la part des évangélistes dans sa lettre pour le magazine Schule ohne Rassismus – Schule mit Courage (de) qui contient un article sur les organisations évangéliques. Il associe les mouvements évangéliques et islamiques. Il s'éloigne de ce mouvement après avoir précisé qu'il n'assimilait pas l'évangélisme avec le fondamentalisme musulman. Mais la polémique ne s'éteint pas et Krüger est de moins en moins soutenu, même au sein des associations dans lesquelles il participe.
Sous la direction de Krüger, la Bundeszentrale demande le retrait d'un article sur « l'identité allemande dans la constitution et de l'histoire » de Konrad Löw (de). Elle est par la suite condamnée pour cette censure.
Après des déclarations sur le gender mainstreaming, des groupes chrétiens et les dirigeants syndicaux demandant sa démission. Il réaffirme son attachement à l'égalité des sexes.

## Distinctions
En 2006, il reçoit l'ordre du Mérite de la République fédérale d'Allemagne pour son engagement social. En 2008, il reçoit la croix du Mérite de la république de Pologne de la part de Marek Prawda (pl) en reconnaissance de son engagement envers la réconciliation germano-polonaise.